# Sagittaire (plante)
Sagittaria
Pour les articles homonymes, voir Sagittaire.
Genre
Classification phylogénétique
Le genre Sagittaria (les sagittaires ou fléchières) regroupe des espèces de plantes aquatiques de la famille des Alismataceae. Certaines possèdent des tubercules comestibles jadis consommés par les peuples autochtones.
Dans d'autres langues, on l'appelle aussi katniss, arrowhead, duck potato, swamp potato, tule potato, et wapato (ou wapatoo) en anglais, Pfeilkraut en allemand, ou omodaka (沢瀉) en japonais.

## Référence dans la culture populaire
Katniss est également le nom de l'héroïne de la trilogie Hunger Games.

## Principales espèces
- Sagittaria ambigua J.G. Sm.
- Sagittaria australis (J.G. Sm.) Small
- Sagittaria brevirostra Mackenzie et Bush
- Sagittaria calycina Engelm.
- Sagittaria chapmani - sagittaire de Chapman
- Sagittaria cristata Engelm.
- Sagittaria cuneata Sheldon
- Sagittaria demersa J.G. Sm.
- Sagittaria eatonii - sagittaire d'Eaton
- Sagittaria engelmanniana J.G. Sm.
- Sagittaria fasciculata E.O. Beal
- Sagittaria filiformis J.G. Sm. - sagittaire filiforme
- Sagittaria graminea Michx. - sagittaire à feuilles de Graminée
- Sagittaria guayanensis Kunth - sagittaire de Guyane
- Sagittaria intermedia Micheli
- Sagittaria isoetiformis J.G.Sm. - sagittaire isoetiforme
- Sagittaria kurziana Glück
- Sagittaria lancifolia L.
- Sagittaria latifolia Willd. - sagittaire à larges feuilles
- Sagittaria longiloba Engelm. ex J.G. Sm.
- Sagittaria macrocarpa J.G.Sm. -  sagittaire à gros fruits
- Sagittaria macrophylla Zucc.
- Sagittaria montevidensis Cham. & Schlecht. - sagittaire de Montevideo
- Sagittaria natans Pall.
- Sagittaria papillosa Buch.
- Sagittaria platyphylla (Engelm.) J.G.Sm. - sagittaire à feuilles plates
- Sagittaria pusilla -  sagittaire naine
- Sagittaria pygmaea Miq. -  sagittaire pygmée
- Sagittaria rigida Pursh - sagittaire rigide
- Sagittaria sagittifolia L. - sagittaire à feuilles en flèche
- Sagittaria sanfordii Greene
- Sagittaria secundifolia Kral
- Sagittaria spongiosus
- Sagittaria subulata (L.) Buch. - sagittaire subulaire
- Sagittaria teres S. Wats.
- Sagittaria trifolia L. - sagittaire trifoliée
- Pour Sagittaria obtusifolia L., voir Limnophyton obtusifolium.

## Notes et références

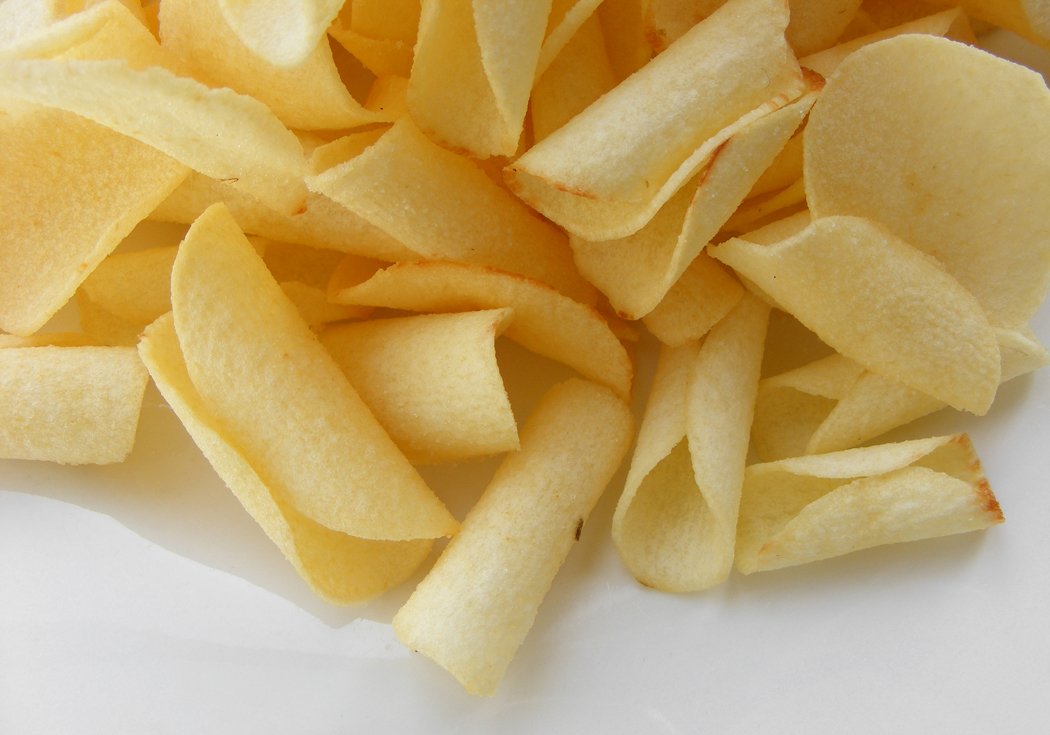
Chips de sagittaires.

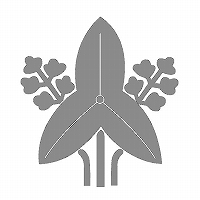
Sagittaria trifolia stylisée.